# Torre del Mangia
A Torre del Mangia a sienai városháza, a Palazzo Pubblico harangtornya a város központi tere, a Piazza del Campo mellett, a város egyik jelképe.  Építésekor 88 méteres magasságával a korabeli Itália legmagasabb világi tornyai közé tartozott a 112 méteres cremonai Torrazzo és a 97 méteres bolognai Asinelli-torony után. Népszerű nevét (teljes formájában Mangiaguadagni, azaz magyarul jövedelemfaló) első harangozójáról kapta, aki a hagyomány szerint nagyon szeretett enni. A torony a városi polgárság erejét is hivatott volt demonstrálni, ezért abszolút magassága megfelel a lényeges magasabb térszínen épített sienai katedrális, az egyházi hatalom központja toronymagasságának.

## Története, leírása
A 13. század végén – 14. század elején épült városháza tornyát 1325 és 1348 között emelték.  Az alapozás után a hagyomány szerint a torony három méter vastag téglafalait Giovanni D'Agostino tervei alapján 1338-tól 1348-ig egy arezzoi testvérpár falazta fel. A travertínó mészkőből készült csúcs Lippo Memmi tervei alapján készült. A toronyban egy 1665-ben öntött harang van elhelyezve, népszerű neve Campone vagy Sunto, utóbbi a hivatalos név (Mária mennybemenetele, olaszul Assunzione di Maria) után. 1780-ig a toronyban egy automata óraszerkezet is működött, ami az órákat jelezte harangütéssel. 1798-ban súlyos földrengés rázta meg a környéket, de a torony nem szenvedett károkat.
A tornyot, illetve magát a városháza épületét a sienai polgárság építtette. A polgárok az 1200-as évek végére gazdaságilag megerősödtek, és ezzel együtt a politikai befolyásukat is növelni tudták. A torony magassága cél volt és egyszersmind szimbólum is, mely azt hirdette, hogy a világi és az egyházi hatalom egyenlő. A torony építése 80 évvel megelőzte a közeli Firenze városából eredő reneszánszot, ám maga a cél amiért létrejött mindenképpen előfutára azon folyamatoknak, melyek az Európát meghódító változásokat és az új művészeti stílus elterjedését okozták.